# Mooloolah River National Park
Mooloolah River National Park är en park i Australien. Den ligger i delstaten Queensland, omkring 83 kilometer norr om delstatshuvudstaden Brisbane. Arean är 9,3 kvadratkilometer.
Närmaste större samhälle är Caloundra, nära Mooloolah River National Park.
Runt Mooloolah River National Park är det i huvudsak tätbebyggt. Genomsnittlig årsnederbörd är 1 778 millimeter. Den regnigaste månaden är januari, med i genomsnitt 345 mm nederbörd, och den torraste är september, med 40 mm nederbörd.